# Rorate cæli

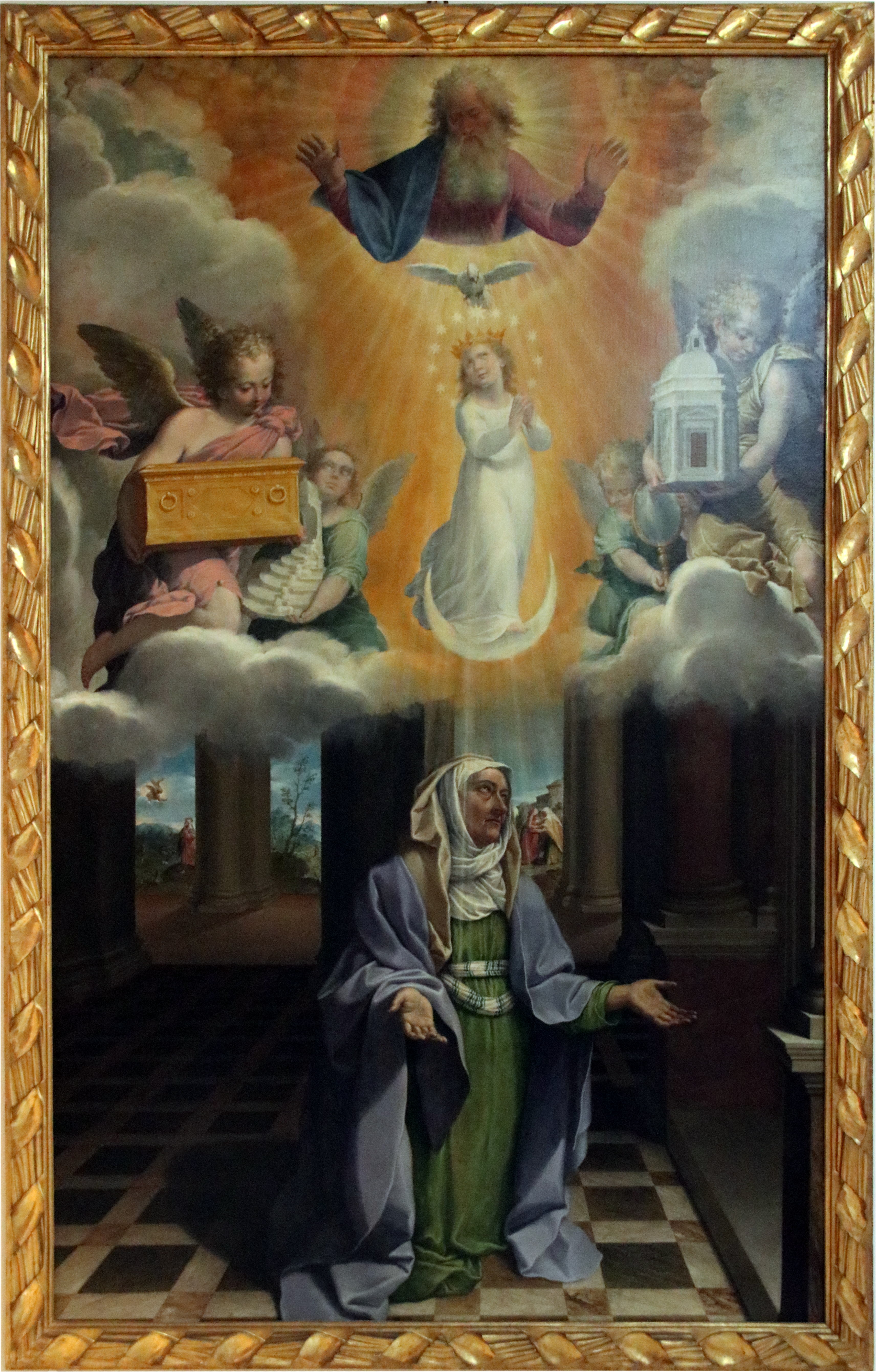
Titre :
Rorate cæli desuper (incipit)
Genre liturgique :
introït, antienne, répons, hymne
messe votive (pendant l'Avent)
Origine :
rite romain ancien et papal
(entre les)
Manuscrits les plus anciens :
graduel de Rheinau (vers 800)
antiphonaire du Mont-Blandin (vers 800)
Notations les plus anciennes :
- chant grégorien
antiphonaire de Hartker
(vers 990 à l'abbaye de Saint-Gall)
- chant vieux-romain
graduel de Sainte-Cécile-du-Trastevere
(1071 à Rome)
Rite :
rite romain, rite ambrosien, rite romano-franc, rite de Sarum
Dans le calendrier liturgique :
Avent
Annonciation (le 25 mars)
Aspect théologique :
Incarnation (christianisme)
Image :
Incarnation dans la vision de sainte Anne de Bartolomeo Cesi (vers 1595)

Le Rorate cæli ou Rorate cœli selon l'incipit est en principe un chant réservé à l'Avent, qui se consacre au mystère de l'Incarnation et à la Sainte Vierge, Mère de Dieu. À l'origine, il s'agissait de l'introït du mercredi après le troisième dimanche de l'Avent, qui se trouve dans le fonds du chant vieux-romain, chant ecclésiastique pratiqué au Saint-Siège. Il existe en ses versions d'antienne, de répons ainsi que ses paraphrases avec plusieurs versets développés. Toujours dans le rite romain, les Rorate cæli sont encore chantés durant l'Avent. La messe Rorate, quant à elle, est une messe votive chantée pendant l'Avent, toujours célébrée à l'aube, mais dans la seule lumière des cierges.

## Texte
- antienne / introït :

| latin                                                                                  | français |
| -------------------------------------------------------------------------------------- | --- |
| Rorate cæli desuper, et nubes pluant iustum : aperiatur terra, et germinet salvatorem. | Cieux, répandez d'en haut votre rosée, et que les nues fassent pleuvoir le Juste : que la terre s'ouvre et qu'elle enfante le Sauveur. |

Il s'agit du texte XLV, 8 du Livre d'Isaïe selon la Vulgata et de la traduction du paroissien romain.
- hymne / introït :

| réfrain | latin                                        | français                                                                     |
| ------- | -------------------------------------------- | ---------------------------------------------------------------------------- |
|         | Rorate cæli desuper, et nubes pluant iustum. | Cieux, faites tomber la rosée, que le Juste vienne des nuées comme la pluie. |

| verset | latin | français |
| ------ | --- | --- |
|        | I. Ne irascaris Domine, ne ultra memineris iniquitatis : ecce civitas Sancti facta est deserta : Sion deserta facta est : Ierusalem desolata est : domus sanctificationis tuæ et gloriæ tuæ, ubi laudaverunt te patres nostri. II. Peccavimus, et facti sumus tamquam immundus nos, et cecidimus quasi folium universi : et iniquitates nostræ ventus astulerunt nos : abscondisti faciem tuam a nobis, et allisisti nos in manu iniquitatis nostræ. III. Vide, Domine, afflictionem populi tui et mitte quem missurus es : emitte Agnum dominatorem terræ, de petra deserti ad montem filiæ Sion, ut auferat ipse iugum captivitatis nostræ. IV. Consolamini, consolamini, popule meus : cito veniet salus tua. Quare mærore consumeris, quia innovavit te dolor ? Salvabo te, noli timere, ego enim sum Dominus Deus tuus, Sanctus Israel, redemptor tuus. | 1. Ne t'irrite pas, Seigneur, ne te souviens plus de nos péchés : voici que la cité sainte est déserte, Sion est devenue un désert, Jérusalem est dévastée, la maison de ta sainteté et de ta gloire, où nos pères t'avaient loué. 2. Nous avons péché, nous nous sommes souillés, tous, nous sommes tombés comme des feuilles sèches, et nos iniquités, comme le vent, nous emportaient ; tu as détourné ta face loin de nous, et tu nous as livré à nos iniquités. 3. Vois, Seigneur, l'abattement de ton peuple et envoie celui que tu dois envoyer. Envoie l'Agneau souverain de l'univers, du rocher du désert jusqu'à la montagne de la fille de Sion, pour qu'il nous délivre lui-même du joug de la captivité. 4. Console-toi, console-toi, mon peuple, bientôt viendra ton Sauveur. Pourquoi te laisses-tu consumer par la tristesse, parce que la douleur t'a repris ? Je te sauverai, ne crains pas, car je suis le Seigneur ton Dieu, le Saint d'Israël, ton Rédempteur. |

Cette paraphrase se compose essentiellement de textes du Livre d'Isaïe (chapitres XLV, LXIV, XVI, XL et XLI) et du Livre de l'Exode (IV). Son usage était précisé dans la liturgie des Heures publiée à Paris en 1736 (voir Paraphrase avec quatre versets).

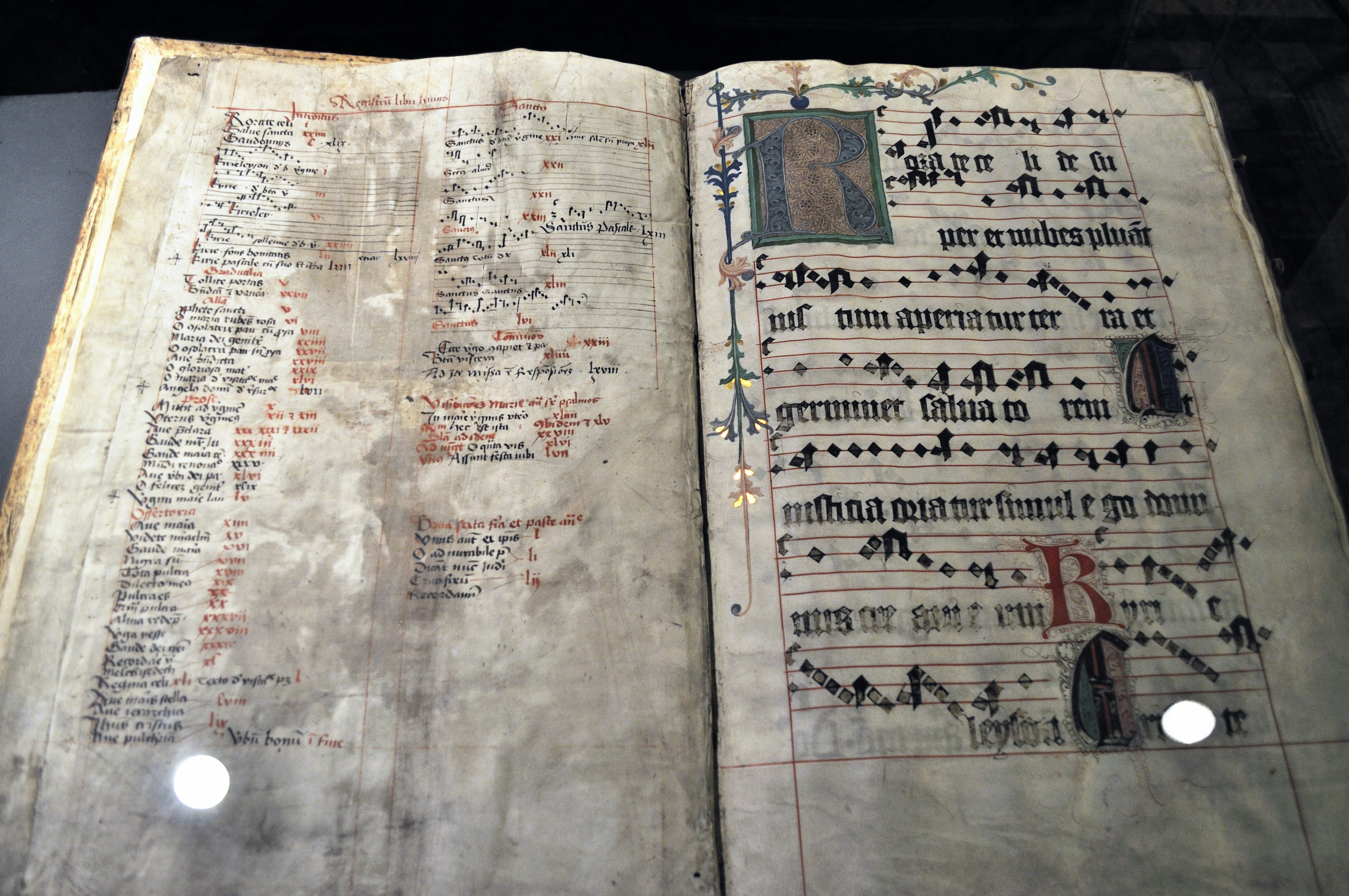
Introït dans un manuscrit sans cote, conservé auprès du musée de la forteresse teutonique de Marienbourg en Pologne.

## Partitions
S'il s'agit respectivement des chants grégoriens, les mélodies attribuées ne sont pas identiques.
- un des introïts (premier mode[jv 1])

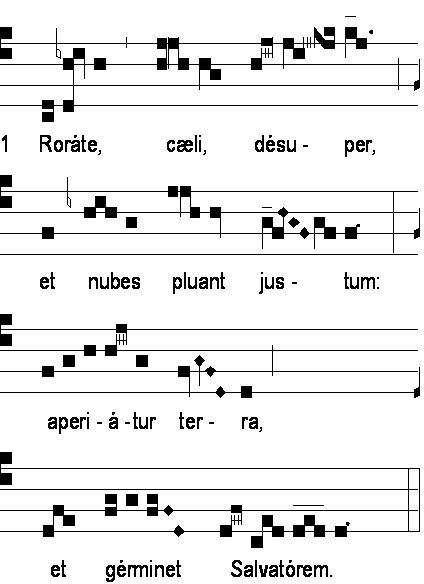
(Chœur grégorien de Paris)

- hymne / introït (premier mode - refrain et quatre versets)

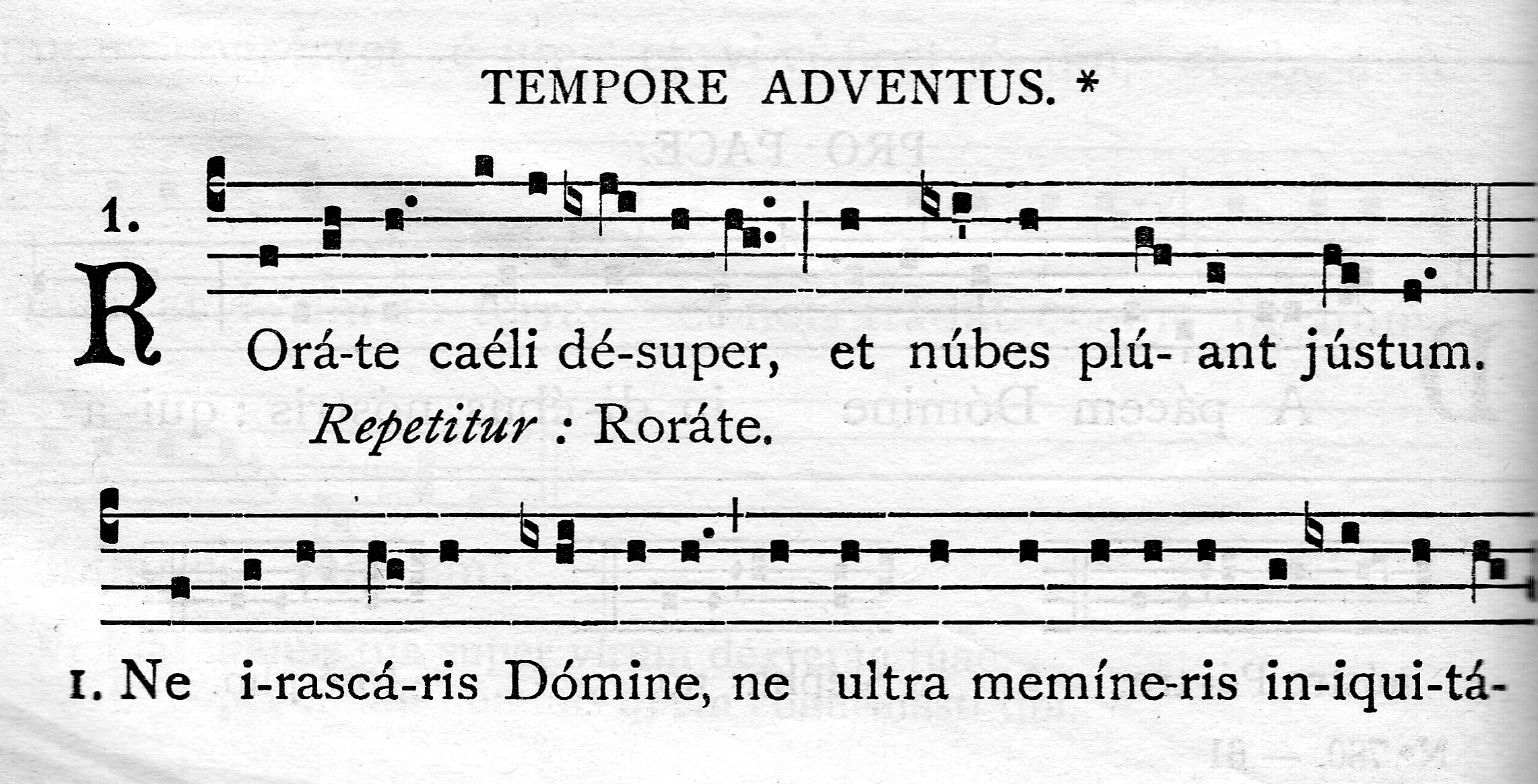
Voir aussi le site Gregorian Chant Hymns pour la notation complète et l'exécution

## Historique

### Origine
S'il est difficile à identifier l'origine exacte de ce chant, cette dernière est très ancienne. Le texte se trouve tant dans le rite romain ancien que dans le rite ambrosien, avec leurs mélodies différentes, mais aussi quelques similitudes. La trace la plus ancienne est le sacramentaire restitué, dit grégorien et utilisé à Rome à partir du VIIe siècle. 
Ce texte était, à l'origine, affecté aux Quatre-Temps de l'Avent. Il existait, à Rome, une coutume de jeûnes hebdomadaires du mercredi, du vendredi et du samedi. Pour le dernier samedi, il y avait une grande messe de vigile. D'après Jacques Viret, les Quatre-Temps n'étaient autre qu'une tradition ancienne issue d'un rite païen sur les opérations agricoles, ce que l'Église, dans ses premiers siècles de l'évangélisation, transforma en fêtes religieuses, en conduisant le peuple vers une passion spirituelle. Et la messe Rorate cæli était qualifiée comme celle du mercredi des Quatre-Temps, en tant qu'ouverture, ce qui suggère l'importance de cette messe. À Rome, ces Quatre-Temps y compris le chant Rorate cæli furent évolué entre les IVe et VIIIe siècles,.

### Rite romain ancien

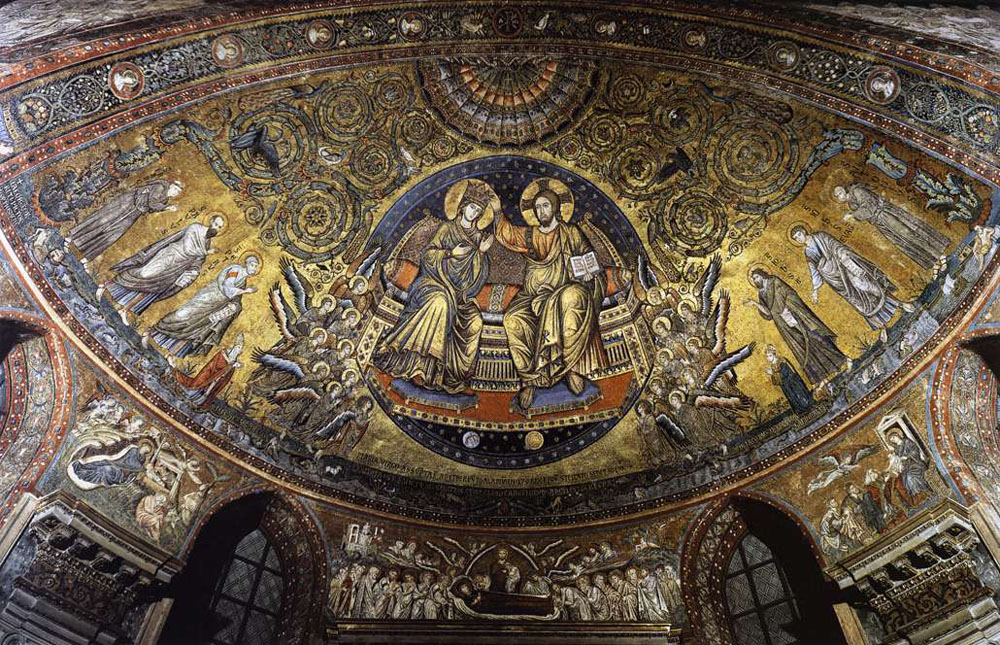
Au Moyen Âge à Rome, l'introït de procession Rorate cæli était chanté par la schola cantorum, le mercredi après le dimanche de Gaudete, à la basilique Sainte-Marie-Majeure, au début de la messe de laquelle le célébrant était le pape,.
La station du pape au sein de la Sainte-Marie-Majeure, pour cette célébration, n'était pas par hasard. Car, celle-ci est la plus ancienne basilique mariale de l'Occident, consacrée le 5 août 434 par le pape Sixte III, en l'honneur de la Vierge Marie. Il ne s'agissait pas d'une église titulaire, mais c'était une véritable fondation papale, au sein de laquelle le pape manifestait sa préférence pour la liturgie mariale. La solennité de l'introït Rorate cæli peut être affectée à cette origine de la célébration ecclésiastique dans la basilique, même si la version grégorienne n'y fut pas chantée jadis. Cette dernière est néanmoins, après que le moine carolingien avait consulté la version vieux-romain pour la remplacer, mieux composée dans le contexte musical, avec la gravité et la spiritualité du premier mode grégorien. Chef-d'œuvre ou trésor.

Les trois manuscrits du chant vieux-romain indiquent que l'introït Rorate cæli se pratiquait à Rome, au sein du Vatican. Dans le calendrier de la liturgie, il s'agissait de l'introït du mercredi après le troisième dimanche de l'Avent.
- Fondation Martin Bodmer, manuscrit 74 (graduel copié en 1071 à l'église Sainte-Cécile-du-Trastevere), folio 4r :
 (la rubrique indique que l'introït était chanté à ce mercredi à la basilique Sainte-Marie-Majeure (station du pape[N 1]).)
- Bibliothèque apostolique vaticane, Archives de Saint-Pierre, manuscrit F22 (XIIe siècle), folio 3r :
 (même rubrique, même station)
- Bibliothèque apostolique vaticane, manuscrit Vatican 5319 (XIIe siècle), folio 6r :
 (même rubrique, même station) [transcription (Vieux romain)][jv 8]

Il est à noter que ces manuscrits furent copiés, en dépit de l'origine plus ancienne de ce chant, après le XIe siècle.

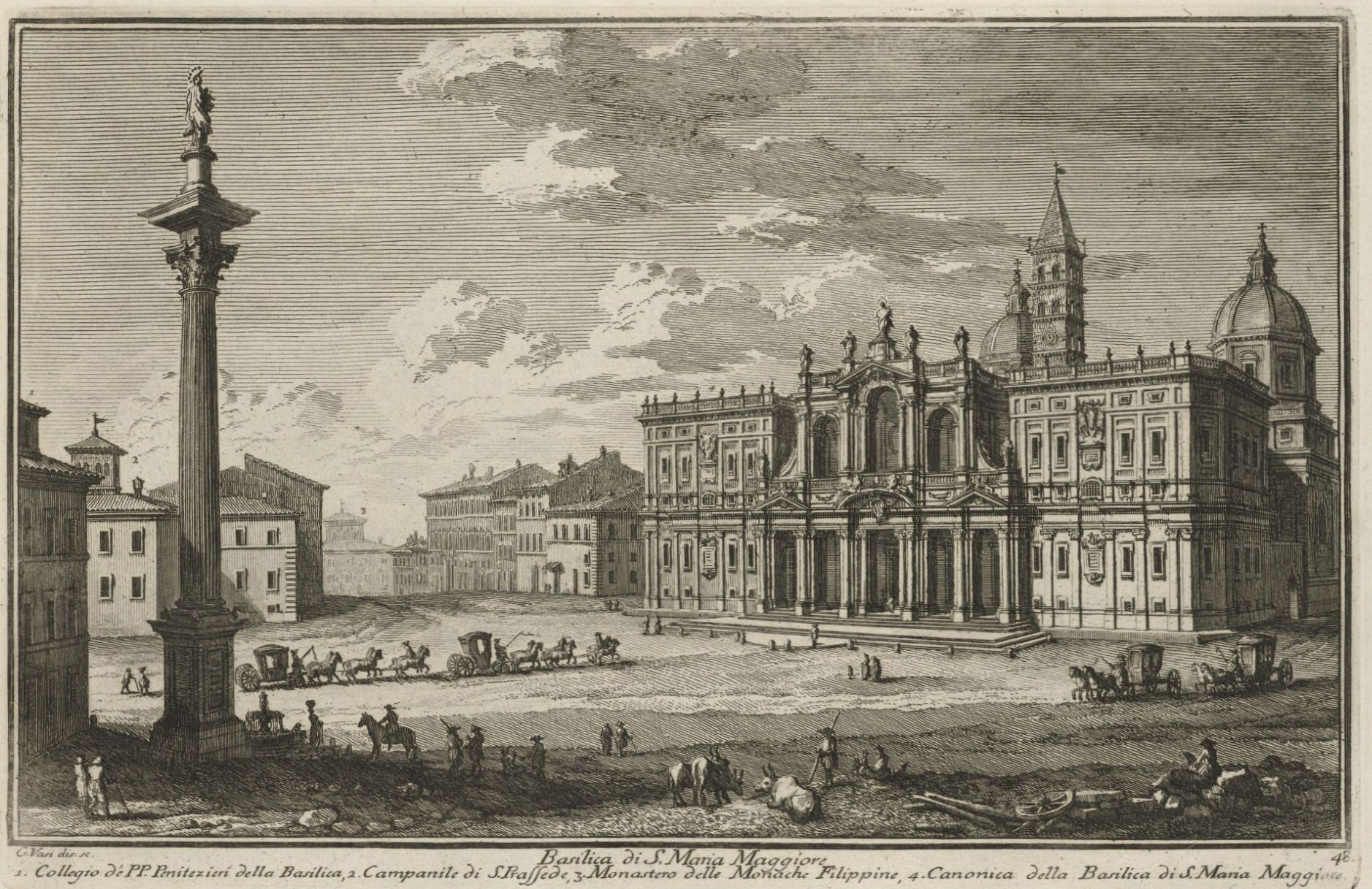
Basilique Sainte-Marie-Majeure.

Il s'agissait, à l'origine, surtout d'une coutume ecclésiastique, lors de la procession solennelle du pape, effectuée ce jour-là à la Sainte-Marie-Majeure, ce qui était précisé dans le Sacramentaire grégorien édité à Rome pour la célébration papale vers 630. Au contraire, le Sacramentaire gélasien, destiné aux paroisses romaines, ne contenait pas ce texte. En effet, la création de l'Avent dans la liturgie du rite romain ne remonte qu'au VIe siècle.

### Dans la tradition grégorienne
D'où, le texte liturgique pratiqué à Rome devint plus universel, lorsque le royaume carolingien adopta le rite romain, au lieu de son propre rite gallican, après 754 par Pépin le Bref. Ce changement fut décidé selon la volonté du pape Étienne II qui avait sacré ce dernier à la basilique de Saint-Denis. Le chant Rorate cæli se trouve, en conséquence, dans les deux manuscrits grégoriens les plus anciens et sans notation, copiés vers 800 : manuscrit Rheinau 30 de la bibliothèque centrale de Zurich et manuscrit 10127 - 10144 de la  bibliothèque royale de Belgique (antiphonaire du Mont-Blandin). De surcroît, parmi six manuscrits dans l’Antiphonale missarum sextuplex de Dom René-Jean Hesbert, publié en 1935, cinq antiphonaires grégoriens les plus anciens contiennent ce chant, lequel était, dans tous les cinq, destiné au mercredi des Quatre-Temps de l'Avent. Si la mélodie était différente de celle du chant vieux-romain, l'utilisation était tout à fait identique dans la liturgie.
Ce chant connaît plusieurs mélodies grégoriennes dont la plus ancienne se trouve dans l'antiphonaire de Hartker, copiée vers 990 à l'abbaye de Saint-Gall . Cette version, une antienne, n'est cependant plus chantée, de nos jours . Directement issu de la Vulgate, on constate une forte uniformité de l'orthographe dans les manuscrits de cette version tandis que cet introït était singulièrement réservé au mercredi après le troisième dimanche de l'Avent . Le manuscrit contient encore une autre mélodie en tant que répons. Tout comme d'autres répons grégoriens, cette mélodie était assez développée et ornée, en comparaison de la version antienne .
Dans la liturgie catholique, l'usage ne se limitait pas que pour l'introït. De nombreux manuscrits contiennent son répons et son antienne. Avec cette diversité, Dom René-Jean Hesbert donnait, dans son vaste catalogue Corpus antiphonalium officii, les notifications CAO4668, CAO7552 et CAO7553,.

### Dans le cadre de la Contre-Réforme
Issu du rite romain ancien, l'introït Rorate cæli demeurait toujours en usage, même après le concile de Trente. Aussi celui-ci se trouve-t-il dans le premier bréviaire romain tridentin, publié en 1568 sous le pontificat de Pie V, dont plusieurs usages étaient ainsi :
- premier dimanche de l'Avent : verset après l'hymne des vêpres[br 1]
  - lundi : verset entre l'hymne et le Magnificat des vêpres[br 2]
  - mardi : verset entre la première lecture et la deuxième lecture[br 2]
  - samedi : verset entre l'hymne et le Magnificat des vêpres[br 3]
- après le troisième dimanche de l'Avent
  - mardi : antienne pour toute la liturgie des Heures à partir des laudes[br 4]
  - vendredi : répons entre la deuxième lecture et la troisième lecture[br 5]

### Paraphrase avec quatre versets
Tardivement, fut composée une paraphrase qui était développée avec quatre longs versets dont le dernier n'est plus une prière, mais une réponse de Dieu pour le peuple d'Israël, annonçant l'arrivée du Sauveur. Ce verset adapte explicitement à l'usage de la fin de l'Avent. L'origine exacte de cette prière reste floue. Toutefois, certains documents attribuent sa pratique à une tradition parisienne,. L'usage était précisé, dans les Heures sortis en 1736 sous l'ordre de l'archevêque de Paris Charles-Gaspard-Guillaume de Vintimille : rubrique « Prière qui se chante dans les églises de l'Oratoire, et dans plusieurs Paroisses de Paris, depuis le Samedi avant le premier dimanche de l'Avent, jusqu'à la veille de Noël exclusivement, avec les Antiennes appelées O de Noël ».
Quoique cette hymne s'emploie en premier mode grégorien, la mélodie ne se trouve pas dans le fonds ancien de ce chant. Il s'agirait donc d'un chant dit néo-grégorien. Ce dernier fut souvent composé au XVIIe siècle à l'abbaye de Saint-Maur à laquelle l'hypothèse de l'origine doit être confirmée par un manuscrit sûr.

### Composition musicale
Chant pratiqué essentiellement en monodie, la composition en polyphonie de Rorate cæli n'était pas abondante. Or, on compte quelques grands musiciens parmi les compositeurs. À la Renaissance, il s'agissait de Heinrich Isaac et de William Byrd. L'introït de ce dernier, qui fut publié en 1605 dans le recueil Gradualia ac cantiones sacræ tome I, est un précieux témoin de ce texte. Il était chanté d'après une tradition, durant l'Avent, chaque samedi, dans la messe votive en honneur de la Vierge Marie. L'œuvre de Heinrich Schütz n'était plus a cappella mais la basse continue l'accompagnait. Franz Liszt, quant à lui, plaça son introït au début de son oratorio Christus.

### Réforme liturgique de saint Pie X
Aussitôt élu pape en 1903, saint Pie X effectua une centralisation de la liturgie catholique, jamais vue dans toute l'histoire de l'Église, avec sa publication de l'Édition Vaticane. L'introït Rorate cæli apparut, d'abord, pour le quatrième dimanche de l'Avent, avec le verset Cæli ennarant gloriam Dei ; et opera manuum eius annuntiat firmamentum (psaume 19 (18), verset 2) . Durant soixante ans environ, le Rorate cæli fut chanté en latin et en grégorien auprès des églises catholiques dans le monde entier. Il est à noter que l'Édition Vatican employait l'orthographe cœli qui se trouve dans les œuvres tardives, au lieu du latin classique cæli employé par de grands écrivains romains.

### Concile Vatican II
L'introït Rorate cæli reste toujours, après le concile Vatican II, dans le Calendarium Concilii Vatican II, selon la tradition. D'abord, il s'agit d'un des introïts du temps de l'Avent. En ce qui concerne la Vierge Marie, cet introït s'emploie tant pour le commun, que pour la messe votive de Sainte Marie, Beatæ Mariæ Virginæ. Enfin, une autre fonction liturgique est en faveur de l'Annonciation, toujours comme introït.

## Histoire des messes Rorate

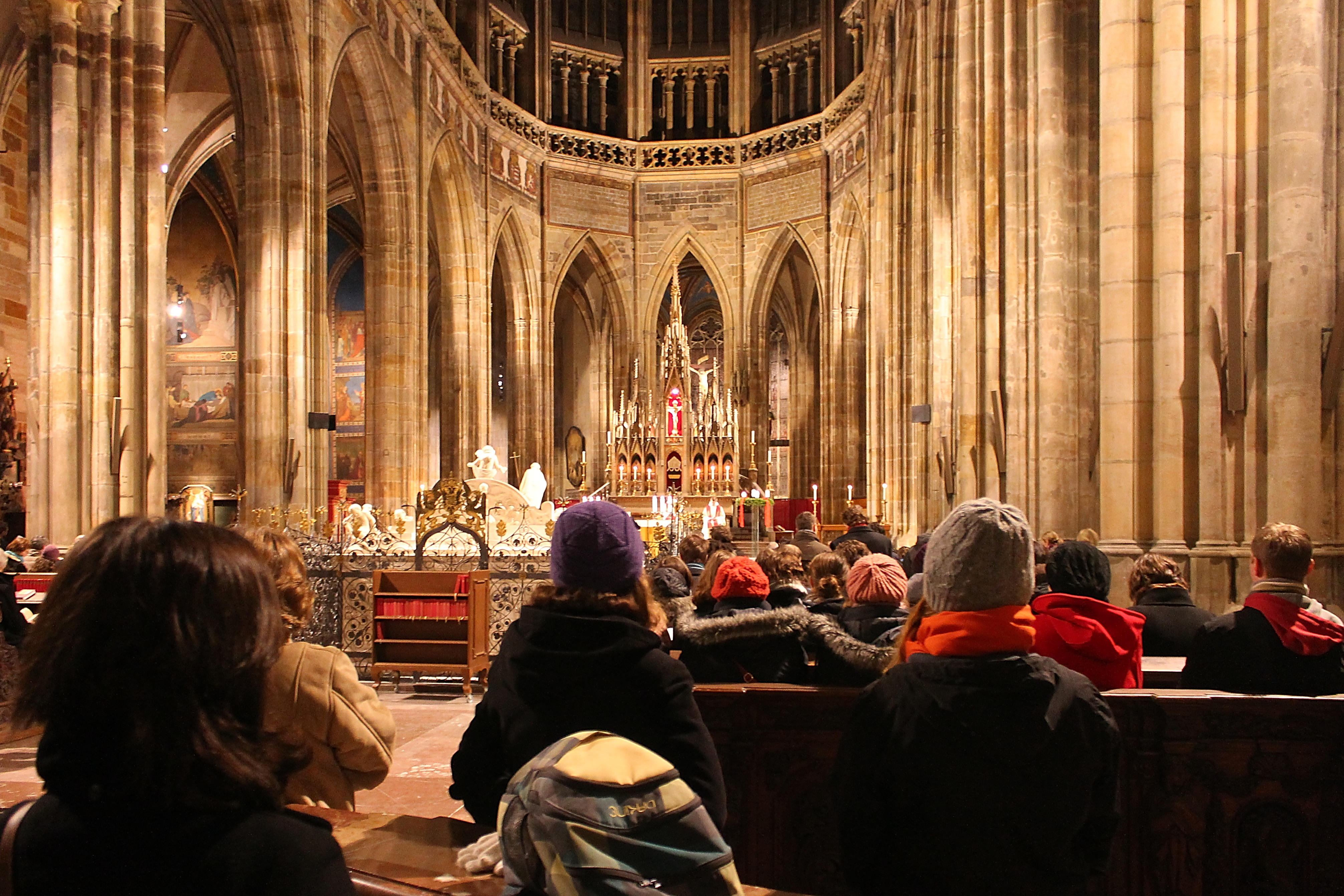
Une messe votive, l'usage de la messe Rorate cæli n'est pas strictement fixé dans le calendrier liturgique, et pendant l'Avent, celle-ci est souvent célébrée. Ici, une célébration tenue le 13 décembre 2013, fête de sainte Lucie, à la cathédrale Saint-Guy de Prague. Cette messe est très respectée en Tchéquie.
La messe Rorate possède une particularité. Elle se célèbre toujours, pendant l'Avent, à l'aube de journée avant le levant, donc avec la lumière des cierges lesquelles symbolisent cette célébration. Il s'agit d'un symbole d'espérance, dans l'église où les fidèles rassemblent, même si l'extérieur, c'est-à-dire le monde, reste encore dans l'ombre. Cette messe est notamment un hommage tant au mystère de l'Incarnation qu'à la Sainte Vierge qui participa à incarner le Sauveur sur la terre selon la Volonté Divine.
Voir aussi l'extrait de Georg Ratzinger Mon frère, le pape (au-dessous).

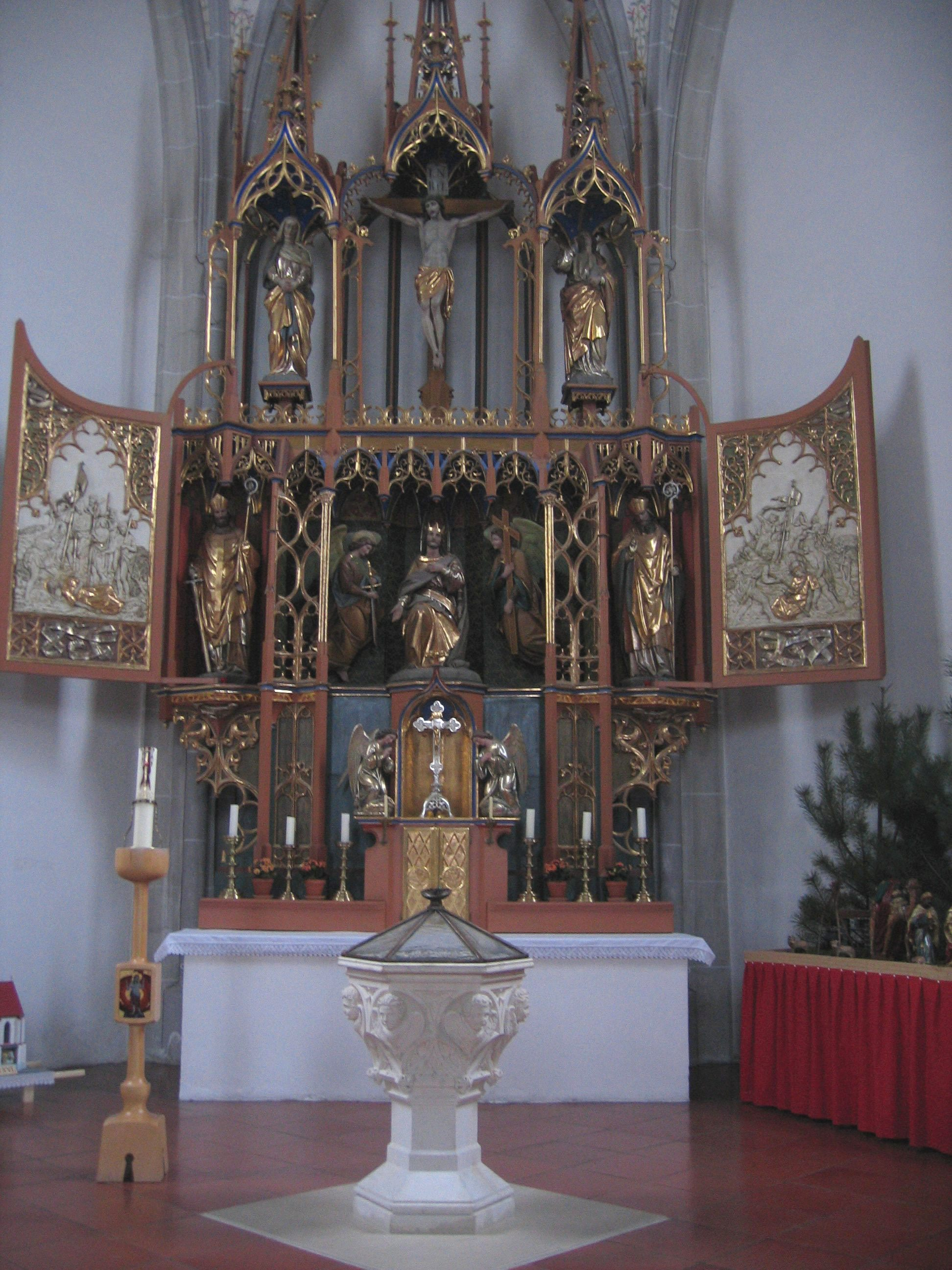
Église de Marktl, où le futur pape Benoît XVI reçut son baptême.

Jusqu'aux changements liturgiques qui suivirent le Concile Vatican II, la messe Rorate cæli était une messe votive en l'honneur de Sainte Marie, célébrée le samedi pendant le temps de l'Avent, mais aussi en certains endroits tous les jours. En effet, dans le rite romain ancien, la semaine précédant Noël était la semaine sainte consacrée à Sainte Vierge, tout comme la Semaine sainte avant Pâques. À cause de l'évangile de la proclamation du Seigneur par l'ange Gabriel, on les appelait aussi ministère angélique. Sa couleur liturgique était blanche.
Cette messe succédait à la messe de Gaudete du troisième dimanche de l'Avent et était suivie de Noël. Le répertoire de l'Église catholique d'Irlande, publié pour l'année 1874, présentait son usage précis :
- samedi 12 décembre 1874 : messe Gaudete in Domino
- troisième dimanche 13 décembre : messe Gaudete in Domino[4]
- jeudi 17 décembre : messe Gaudete in Domino
- vendredi 18 décembre : messe Rorate cæli en hommage à Sainte Vierge (a priori, avec l'introït Rorate cæli au début, jusqu'au 23 décembre)
- quatrième dimanche 20 décembre : messe Rorate cæli
- lundi 21 décembre : (messe Rorate cæli facultative, car en Irlande, fête de saint Thomas apôtre en rit double)
- mardi 22 décembre : antienne Rorate cæli et messe Rorate cæli
- mercredi 23 décembre : messe Rorate cæli
- jeudi 24 décembre : messe de vigile Hodie scietis quia

Le musicologue Jacques Viret l'expliquait et précisait. À l'origine, l'introït Rorate cæli était tout à fait fixé dans le calendrier liturgique. Celui-ci fut d'abord réservé à la première messe des Quatre-Temps de décembre, à savoir au mercredi après le troisième dimanche de l'Avent. Or, dans l'ancien calendrier, le dimanche suivant, quatrième, manquait de messe, en raison d'une grande et longue messe de vigile, tenue la veille au soir. D'où, on disait Dominica vacat (vacat = vacant). Lorsque la messe de ce Dominica vacat avait été établie, l'introït Rorate cæli fut choisi pour le commencement de la messe,. Il est donc normal qu'en 1874 en Irlande, le dimanche 20 décembre, l'introït Rorate cæli ait été chanté selon l'ancien rite romain. Le répertoire officiel précisait encore que cette messe était chantée à partir de ce dimanche jusqu'avant la Nativité.
En ce qui concerne le rite de Sarum, cette messe s'employait à l'Annonciation, 25 mars, dans le contexte agricole. À savoir, on priait, avec celle-ci, tant une nouvelle élévation que la fertilité de la terre.
La messe Rorate était parfois chantée avec les pièces issues des chants populaires, tout comme la messe de Minuit de Marc-Antoine Charpentier. La Tchéquie garde ce type de messe. En 1940, le musicologue Dobroslav Orel publia son édition Staročeské Roráty. Un DC fut sorti en 2002, en assemblant les chants traditionnels dans la messe, qui étaient pratiqués depuis le XVIe siècle, tels Introït, Kyrie, Graduale, Sanctus .

## Contexte liturgique
À travers le renouveau liturgique, l'accent de l'Avent fut mis plus fortement sur l'attente du Seigneur. C'est la raison pour laquelle le texte de Livre d'Isaïe employé est convenable pour l'introït de la messe, duquel annonce son sujet. Cette messe, qui est célébrée juste avant la Nativité, se consacre à la Vierge Marie, car les chrétiens avaient trouvé, dans ce texte juif d'un prophète, le mystère de l'Incarnation : « et qu'elle enfante le Sauveur ». Dans ce contexte, le mot le salut de l'Ancien Testament devint le Sauveur par interprétation. Ce dernier verset souligne donc la miséricorde de Dieu qui avait fait l'Incarnation par l'Esprit-Saint au sein des entrailles de la Mère de Dieu. Il n'est pas par hasard que la Rorate cæli soit principalement réservée tant à l'Annonciation qu'à l'Avent, notamment ses derniers jours qui étaient, à l'origine, semaine sainte de Sainte Marie. D'autres mots clés dans ce texte sont les cieux et la rosée. La bénédiction céleste se symbolisait avec ce phénomène cosmologique, en présentant le fruit béni que Sainte Vierge porte pendant l'Avent dans son sein.
Il est à noter que, dans la liturgie chrétienne, la célébration de cette messe se distingue souvent des cierges allumés dans les églises. Il s'agirait d'une fusion liturgique avec la fête de sainte Lucie, célébrée le 13 décembre (voir l'image au-dessus). En effet, dans les premiers siècles du Moyen Âge, c'était la seule fête sanctorale de décembre, avant Noël, laquelle manifeste le rétablissement de la lumière. À partir de ce jour, le soleil cesse de se coucher plus tôt, mais commence à quitter le ciel plus tard.

## Rorate en peinture
En 2006, Anselm Kiefer créa une paire d'images corrélées intitulées Rorate caeli et nubes pluant iustum et Aperiatur Terra et Germinet Salvatorem . Les images montrent un paysage sombre et stérile qui se transforme en prairie fleurie.

## Dans la littérature
- Jean Racine : Athalie (1691) ; inspiré, l'auteur plaçait ce chant à la fin d'une prière du grand-prêtre Joad, dans l'acte III, scène 7 : 《 ... Cieux, répandez vous votre rosée. Et que la terre enfante son Sauveur ! 》Cette prière fait encourager la famille royale de Juda, qui est directement la descendance du roi David et menacée par la femme dictatoriale Athalie. En conséquence, le drame quitte l'ombre, à partir de ce passage, et reste dans l'espérance. Josabet (son épouse et tante de roi héritier en péril) répond donc :《 Hélas ! d'où nous viendra cette insigne faveur. Si les rois de qui doit descendre ce Sauveur 》. Racine bénéficiait de l'hymne Rorate caeli, en la plaçant juste au milieu de cette pièce, dans le contexte du christianisme : 《 Il s'y s'agissait non seulement de conserver le sceptre dans la maison de David, mais encore de conserver à ce grand roi cette suite de descendants dont devait naître le Messie 》(préface de Racine). L'œuvre était destinée aux orphelines de la Maison royale de Saint-Louis.

- Maria Hauk-Rakos : Rorate-Gottesdienste : Lichtfeiern im Advent, Herder Verlag, Freiburg 2006  (ISBN 978-3-451-29177-7)[38]

## Mise en musique

### À la Renaissance
- Heinrich Isaac (vers 1450 - † 1517) : motet à 4 voix[39]
- Thomas Stoltzer (vers 1480 - † 1526) : motet pour alléluia à 3 voix[40]
- William Byrd (vers 1543 - † 1623) : introït à 5 voix, dans le propre des messes du samedi en honneur de la Vierge Marie pendant l'Avent (1605)[18]

### Musique baroque
- Heinrich Schütz (1585 - † 1672) : motet pour 2 sopranos, basse et basse continue, SWV322 (1639)[19]

### Musique classique
- Franz Liszt (1811 - † 1886) : première pièce de l'oratorio Christus (1866)[20]
- Joseph Rheinberger (1839 - † 1901) : motet pour chœur à 4 voix[41]

### MesseRorate cæli
- Grzegorz Gerwazy Gorczycki (vers 1667 - † 1734) : messe précédée de l'introït Rorate cæli à 4 voix, W-G27[42]

### Œuvre instrumentale
- Jeanne Demessieux (1921 - † 1968) : choral instrumental pour orgue, recueil Douze Chorals-Préludes, op. 8, n° 1 (1947)[43]

### Attribution incertaine
- Joseph Haydn : Missa brevis Rorate cæli[44]